# Hiram Gray
Hiram Gray (* 10. Juli 1801 in Salem, New York; † 6. Mai 1890 in Elmira, New York) war ein US-amerikanischer Jurist und Politiker. Zwischen 1837 und 1839 vertrat er den Bundesstaat New York im US-Repräsentantenhaus.

## Werdegang
Hiram Gray besuchte die Salem Academy. 1821 graduierte er am Union College in Schenectady. Er studierte Jura. 1823 erhielt er seine Zulassung als Anwalt. Er praktizierte zwischen 1825 und 1828 in Elmira. Politisch gehörte er der Demokratischen Partei an.
Bei den Kongresswahlen des Jahres 1836 für den 25. Kongress wurde Gray im 22. Wahlbezirk von New York in das US-Repräsentantenhaus in Washington, D.C. gewählt, wo er am 4. März 1837 die Nachfolge von Joseph Reynolds und Andrew DeWitt Bruyn antrat, welche zuvor zusammen den 22. Distrikt im US-Repräsentantenhaus vertraten. Er schied nach dem 3. März 1839 aus dem Kongress aus.
Gouverneur Silas Wright ernannte ihn 1846 zum Amtsrichter und Vice Chancellor im sechsten Gerichtsbezirk von New York. 1847 wählte man ihn zum Richter am New York Supreme Court. Er wurde 1851 wiedergewählt und hielt den Posten bis 1860 inne. Zwischen 1870 und 1875 war er Commissioner of Appeals. Danach kehrte er wieder zu seiner Tätigkeit als Anwalt zurück. Er verstarb am 6. Mai 1890 in Elmira und wurde dann auf dem Woodlawn Cemetery beigesetzt.